# Hanoch Levin

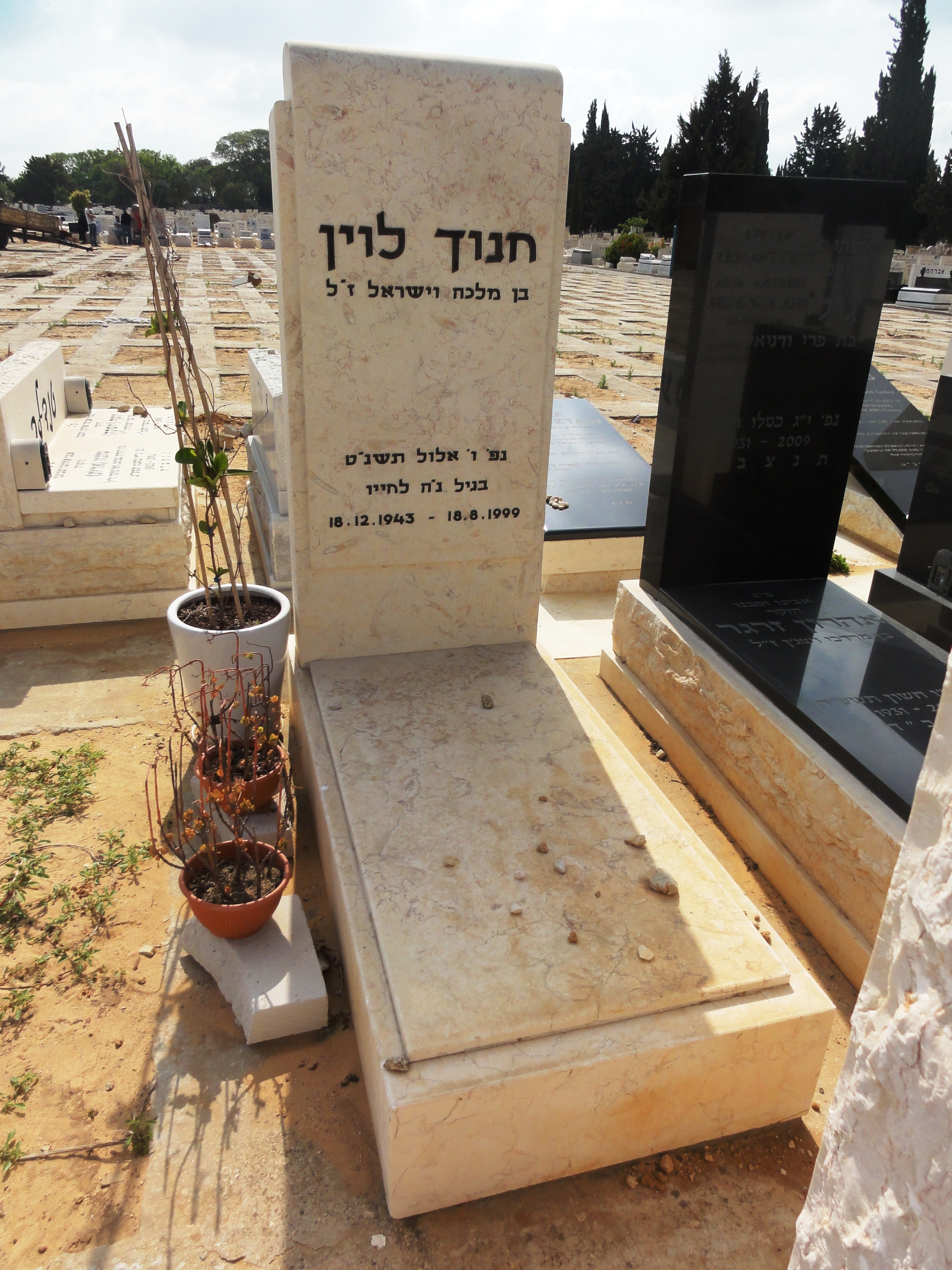
Grób Hanocha Levina na cmentarzu Kirjat Sza’ul

Hanoch Levin (hebr. חנוך לוין, ur. 18 grudnia 1943 w Tel Awiwie, zm. 18 września 1999 tamże) – izraelski dramaturg, pisarz, poeta i reżyser teatralny. Uznawany za jednego z najwybitniejszych izraelskich dramatopisarzy i twórców teatralnych drugiej połowy XX wieku. Nazywany „sumieniem narodu”.  
Sztuki Levina budzą duże kontrowersje zarówno ze względu na treść, jak i prowokacyjną, epatującą wulgaryzmami formę.  

## Życiorys
Syn Malki i Israela, brat Davida, reżysera teatralnego. Pochodził z rodziny religijnych Żydów, którzy w 1935 roku wyemigrowali z Łodzi do Palestyny, jego ojciec prowadził sklep kolonialny w południowym Tel Awiwie, zmarł, gdy Hanoch miał 12 lat. Uczęszczał do religijnej szkoły podstawowej Jabetz, a następnie do szkoły średniej Zeitlin.
Po odbyciu zasadniczej służby wojskowej, w  latach 1964–1967 studiował filozofię i literaturę hebrajską na Uniwersytecie Telawiwskim. W tym czasie pisał satyryczne artykuły do gazet studenckich, debiutując w 1965 roku jako poeta i publicysta. W 1966 roku debiutował jako prozaik na łamach czasopisma „Ha-Arec”, podczas studiów wstąpił także do Komunistycznej Partii Izraela. W 1967 roku za sztukę Złapać szpiega (תפסו את המרגל) otrzymał pierwszą nagrodę w konkursie organizowanym przez radio Kol Israel. 
Jego pierwsza sztuka Ja i Ty i Następna Wojna wystawiona w 1968 roku, wywołała znaczne kontrowersje ze względu na krytyczny stosunek do izraelskiego zwycięstwa w wojnie sześciodniowej. Jego kolejne sztuki wystawiane były w Teatrze Cameri, jako pierwsza wystawiona została sztuka Królowa wanny (1970, מלכת אמבטיה). Po wystawieniu tej sztuki oskarżony został o profanację Biblii, w związku z czym odebrano teatrowi rządowe dotacje, a następnie zdjęto spektakl z afiszu. 
Zmarł z powodu nowotworu, został pochowany na cmentarzu Kirjat Sza’ul. 
Był trzykrotnie żonaty, miał czwórkę dzieci. 

## Adaptacje teatralne i recepcja twórczości w Polsce
Dramaturgia Hanocha Levina jest bardzo popularna w Polsce. Za najgłośniejsze wystawienia dramatów Levina w Polsce uznawane są spektakle w reżyserii Krzysztofa Warlikowskiego: Krum (Narodowy Stary Teatr w Krakowie, Teatr Rozmaitości w Warszawie, 2005) oraz Wyjeżdzamy (Nowy Teatr w Warszawie, 2018). Przedstawienia na podstawie sztuk Levina realizowali również m.in. Jan Englert: Udręka życia, Teatr Narodowy (Warszawa), 2011; Iwona Kempa: Pakujemy manatki. Komedia na osiem pogrzebów, Teatr im. Wilama Horzycy w Toruniu, 2007; Zimowe ceremonie, Teatr im. Wilama Horzycy w Toruniu, 2010; Udręka życia, Teatr im. Juliusza Słowackiego w Krakowie, 2011; Artur Tyszkiewicz: Nikt, Teatr Narodowy (Warszawa), 2011; Małgorzata Bogajewska: Wzrusz moje serce, Teatr Dramatyczny m.st. Warszawy, 2011; Płomień żądzy, Teatr „Bagatela” im. Tadeusza Boya-Żeleńskiego, 2011, Małgorzata Warsicka: Krum, Teatr Polski w Bielsku-Białej, 2021, Adam Sajnuk: Handlarze gumek, Teatr 6 Piętro, 2024. Dramaty Hanocha Levina wystawiano również na scenie krakowskiego Teatru BARAKAH. Były to spektakle: Szyc w reż. Any Nowickiej, Królowa wanny w reż. Any Nowickiej i Requiem w reż. Macieja Gorczyńskiego.
W 2017 roku nakładem wydawnictw ADiT i Austeria ukazała się książka Hanoch Levin w teorii i praktyce teatralnej - klucze interpretacyjne.